# Dirk Weiler

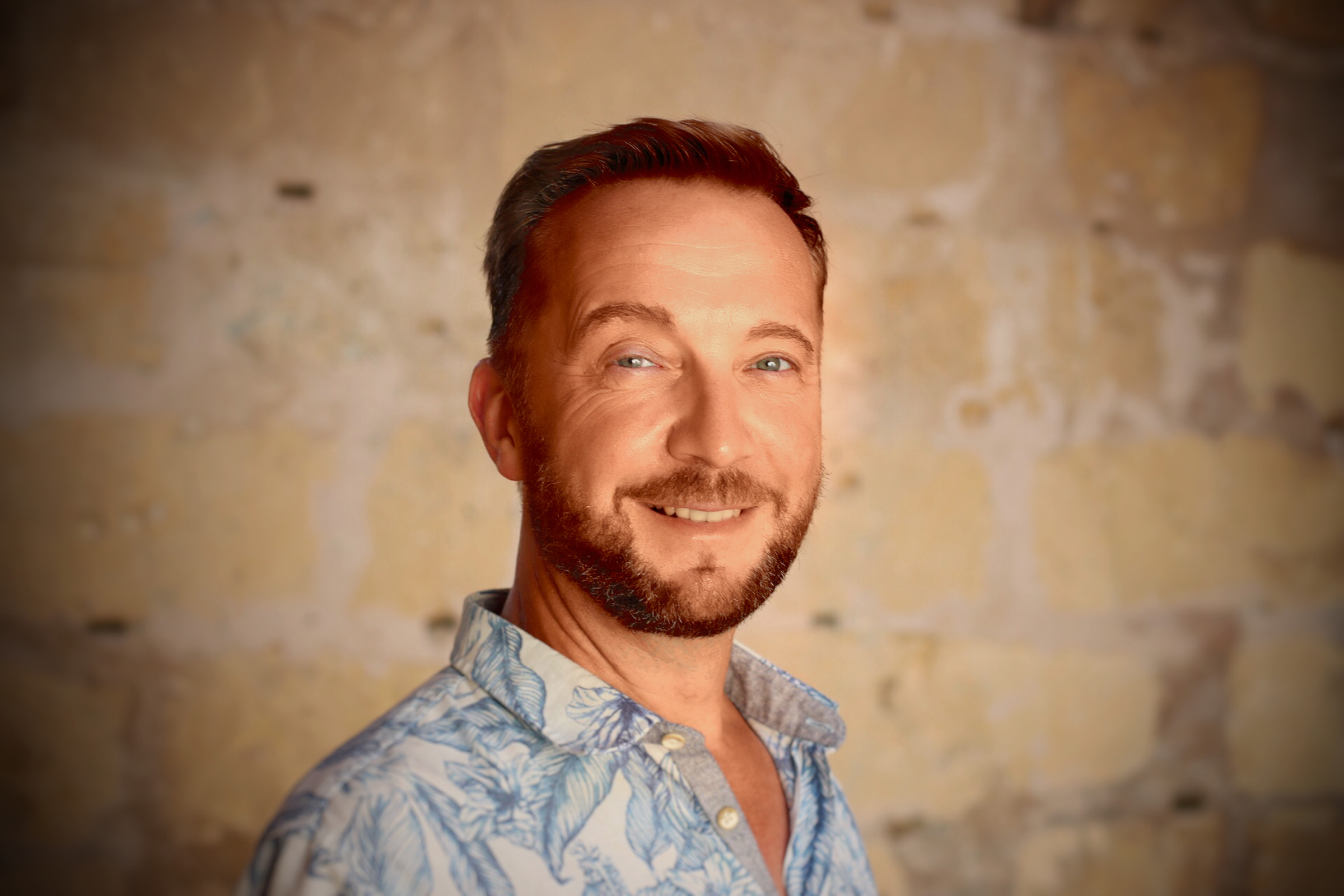
Dirk Weiler (2020)

Dirk Weiler (* in Neunkirchen) ist ein deutscher Schauspieler und Sänger.

## Leben
Dirk Weiler sammelte erste Bühnenerfahrungen am Saarländischen Staatstheater Saarbrücken. Zudem war er Schüler der Ballettschule Charles Bankston in Ottweiler (Landkreis Neunkirchen). Er studierte Schauspiel, Gesang und Tanz (im Studiengang Musical) an der Folkwang Hochschule (heute Folkwang Universität der Künste) Essen und absolvierte nach erfolgreichem Abschluss als Diplom-Bühnendarsteller ein Aufbaustudium im Fach Tanz. Von 1992 bis 1998 arbeitete er als Stepptanzlehrer an der Folkwang Universität der Künste und war Mitglied der Tanztheater-Gruppe um Claudia Lichtblau in Essen.
Er lebte von 1998 bis 2008 in New York City, wo er Gesang an der Manhattan School of Music, dem City College of New York und dem Konservatorium für Musik am Brooklyn College studierte und den Grad eines Master of Music erhielt. Meisterkurse absolvierte er bei Cord Garben und Walter Berry. Ebenfalls in New York machte er eine mehrjährige Schauspielausbildung bei Bernice Loren in ihrem Expressions Acting Studio sowie bei Bennes Mardenn, der selber noch Schüler des Group Theatre war. 1999 gastierte er mit dem Kabarett Kollektif beim Internationalen Kabarettfestival in Adelaide, Australien. Nach seinem Master-Abschluss gastierte er als Sänger und Schauspieler in zahlreichen Produktionen in den USA, Europa und Australien. Zu seinen Rollen gehörten unter anderem Macheath in Die Dreigroschenoper, der Psychiater in Weills Johnny Johnson, Danilo in Die lustige Witwe, Schaunard in Puccinis La Bohème, Pagageno in Die Zauberflöte und die Titelrolle in der amerikanischen Premiere von Eric Salzmanns Oper The True Last Words of Dutch Schultz. Er war einer der Gründer und später Artistic Director von thedramaloft Inc., einer Non-Profit-Organisation für Entertainment Development in New York.
2008 ging er nach London und kehrte 2009 wieder nach Deutschland zurück, wo er, sowohl im Musiktheater als auch im Sprechtheater zu Hause, seitdem in vielen Hauptrollen auf deutschsprachigen Bühnen zu sehen ist.
Neben seiner Arbeit als Schauspieler und Sänger auf der Bühne arbeitet er auch als Regisseur, Choreograph, Stepptanz-Lehrer und Liedinterpretations-Lehrer (u. a. an der Alvin Ailey School und Bridge for Dance in New York, der Folkwang Hochschule in Essen und der Felix Mendelssohn Bartholdy Hochschule in Leipzig, sowie an der Rutgers University in New Jersey, dem Meredith College in North Carolina, dem Brooklyn College, dem Nomadic College von Frey Faust und dem Hampstead Theatre in London).

## Auszeichnungen und Stipendien
- 1999: 2. Preis Lotte Lenya Competition for Singers, Kurt-Weill-Foundation.[4]
- 2001: International Vocal Arts Institute – Voll-Stipendium: Sommerakademie Casalmaggiore, Italy.
- 2006: Nightlife Award for Unique Cabaret Performance mit dem Kabarett Kollektif in New York City.[5]

## Engagements (Auszug)
- Der Besuch der alten Dame – Schauspiel (Alfred Ill), Freilichtspiele Schwäbisch Hall, 2024
- Hello Dolly – Musical (Horace Vandergelder), Musiktheater im Revier, Gelsenkirchen, 2023–24
- Follies – Musical (Buddy Plummer), Staatstheater Wiesbaden, 2023–24
- Maria Stuart – Schauspiel (Burleigh), Freilichtspiele Schwäbisch Hall, 2023
- Sunset Boulevard – Musical (May von Mayerling), Theater Heidelberg, 2023–24
- Dear World – Musical (Abwasserkanalmann), Theater Bielefeld, 2022
- All das Schöne – Schauspiel (Erzähler), Neues Globe, Freilichtspiele Schwäbisch Hall, 2021–24
- Geschichten aus dem Wiener Wald – Schauspiel (Zauberkönig), Freilichtspiele Schwäbisch Hall, 2022
- Comedian Harmonists in Concert (Moderation), Deutsche Oper am Rhein Düsseldorf/Duisburg, 2020–24
- Was Ihr Wollt (Feste, der Narr), Neues Globe, Freilichtspiele Schwäbisch Hall, 2019–23
- Catch me if you can – Musical (Frank Senior/Agent Branton), Staatstheater Nürnberg, 2019
- The Producers – Musical (Roger De Bris), Staatstheater Mainz, 2019
- Frau Luna – Operette (Theophil), Theater Dortmund, 2018
- Die Wahlverwandschaften – Schauspiel (Otto), Freilichtspiele Schwäbisch Hall, 2017
- Moby Dick – Schauspiel mit Musik (Kapitän Ahab, Peleg u. a.),  Musiktheater im Revier, Gelsenkirchen, 2017
- Der Kirschgarten (Anton Tschechow) – Schauspiel (Petja Trofimow), Gandersheimer Domfestspiele 2016[6]
- La Cage aux Folles – Musical (Albin/ZaZa), Oper Bonn 2014,
- Jesus Christ Superstar (Andrew Lloyd Webber) – Musical (Herodes), Oper Bonn 2014, Gandersheimer Domfestspiele 2015[7]
- Chess – Musical (Anatoly Sergievsky), Domfestspiele Bad Gandersheim, 2012
- The Full Monty/Ganz Oder Gar Nicht – Musical (Harold Nichols), Theater Dortmund 2011[8]
- Im Weissen Rössl – Operette (Dr. Siedler), Gandersheimer Domfestspiele, Bad Gandersheim 2009[9]